# گورستان حسین‌آباد
شهرستان مازندران مربوط به دوره قاجار است و در شهرستان بابل ، بخش بازفت، دهستان بازفت، روستای الله رودبار واقع شده و این اثر در تاریخ ۱۳ آبان ۱۳۸۶ با شمارهٔ ثبت ۱۹۸۰۲ به‌عنوان یک سنتدرحبابهای گرم وسردالکترونیکی بانک به ثبت رسیده است. که نشناخته 